# Edme-François Gersaint
Edme-François Gersaint (* 1694 in Paris; † 24. März 1750 ebenda) war ein französischer Kaufmann und früher Kunsthistoriker, der eine zentrale Rolle bei der Entwicklung des Kunsthandels während des Régence spielte.

## Leben
Gersaint stammte aus einer burgundischen Kaufmannsfamilie, die sich in Paris niedergelassen hatte. Er begann seine Karriere als Händler 1718, kaufte dann mit bescheidenem Kapital den Warenbestand von Antoine Dieu (1662–1727), dem Gemäldehändler „Au Grand Monarque“ auf dem Petit-Pont und übernahm dessen Kundschaft. Da der von Geschäften gesäumte Petit-Pont im selben Jahr abbrannte, verlegte Gersaint sein Geschäft auf den Pont Notre-Dame.
Gersaint absolvierte seine gesamte Karriere von seinem beengten Laden aus, der kaum größer als ein Kiosk mit einem kleinen Hinterzimmer war. Seiner Zeit entsprechend versorgte er seine aristokratische Kundschaft mit Kunstgegenständen und zugleich mit luxuriösem Nippes. Zwei Inventarlisten seines Warenbestands aus den Jahren 1725 und 1750 zeigen, wie groß Gersaints Interesse an exotischen Neuheiten wie orientalischem Porzellan und Lack, Tee- und Kaffeeservice sowie Muscheln aus tropischen Meeren war.
Gersaints Name ist fest mit dem des Malers Antoine Watteau verbunden. Dieser malte, wenige Monate vor seinem Tod und innerhalb weniger Tage, für Gersaint im Herbst 1720 Das Ladenschild des Kunsthändlers Gersaint.

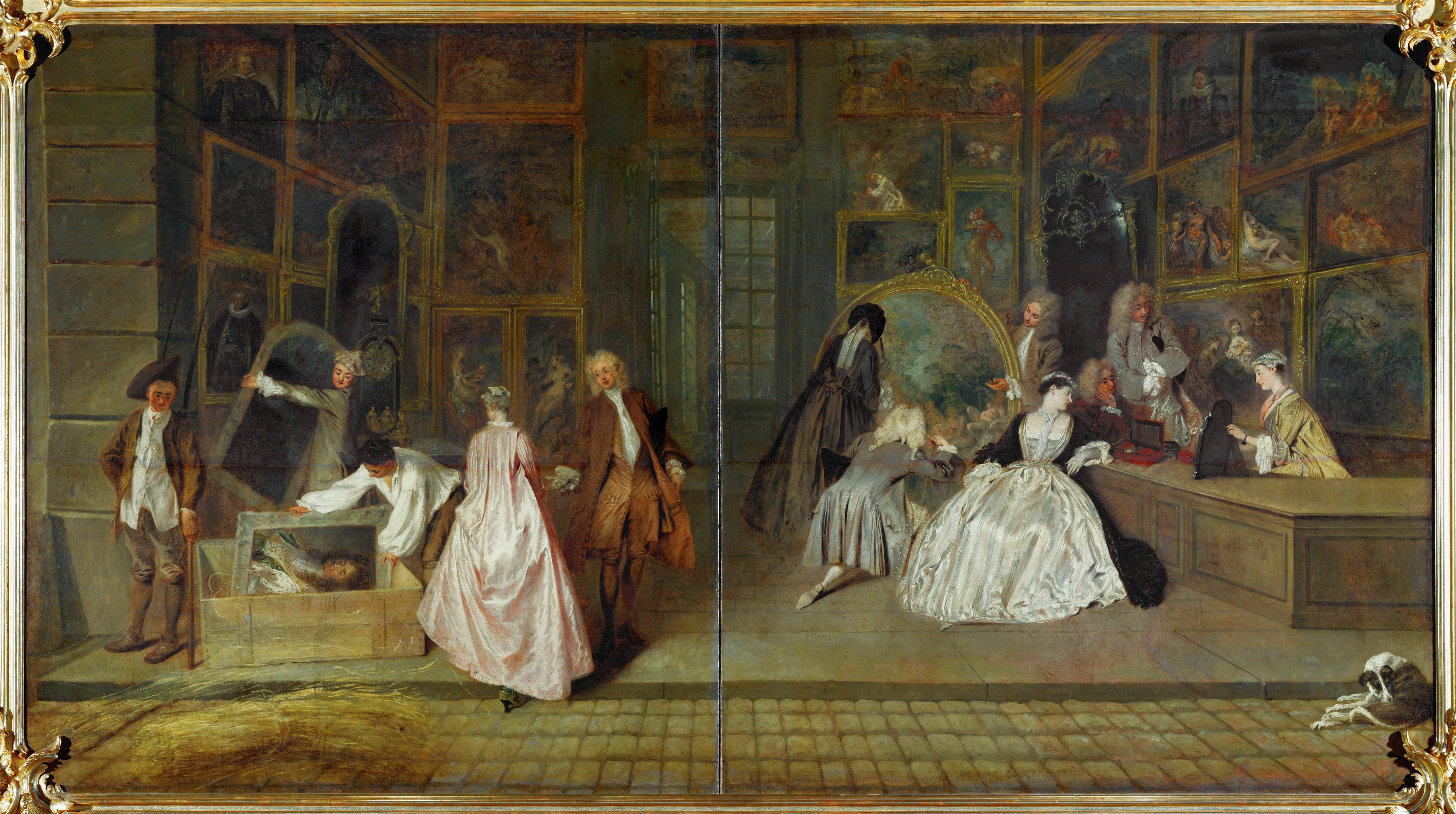
Antoine Watteau: Das Ladenschild des Kunsthändlers Gersaint

## Werke
Ab 1733 begann Gersaint Auktionskataloge ganzer Sammlungen zusammenzustellen, die heute wertvolle Quellen sind. Dabei beschrieb er nicht nur die Werke, sondern fügte auch ausführliche Biografien der Künstler hinzu. Mit seinem 1751 posthum in Paris veröffentlichte „Catalogue raisonné de toutes les pièces qui forment l'œuvre de Rembrandt“ prägte er den Begriff des Catalogue raisonné und setzte einen ersten Standard für ein Werkverzeichnis der Druckgrafik eines einzelnen Künstlers. Dabei ging er in einem Kapitel über zweifelhafte Zuschreibungen ausführlich darauf ein, wie man die Werke Rembrandts von denen seiner Schüler unterscheidet.